# Anelosimus pacificus
Anelosimus pacificus là một loài nhện trong họ Theridiidae.
Loài này thuộc chi Anelosimus. Anelosimus pacificus được Herbert Walter Levi miêu tả năm 1956.